# Devetaki
Devetaki (italijansko Devetachi) je zaselek ali gručasta vas v občini Doberdob  v Goriški pokrajini v Furlaniji-Julijski krajini. Zaselek je večinoma naseljen s slovensko govorečim prebivalstvom. Leži na območju doline Dol (Vallone, Vallone del Carso) ob vznožju Brestovca in Nad Logem. Kraj leži ob državni cesti št. 55, ki poteka po trasi nekdanje poštne ceste. Vas je leta 2011 štela 18 prebivalcev. Kraj še vedno ohranja podobo kraške vasi z nekaterimi zanimivimi arhitekturnimi elementi iz 18. in 19. stoletja.

## Zgodovina

### Bojišče prve svetovne vojne
Zaselek Devetaki se je v prvi svetovni vojni nahajal na bojišču Soške fronte. Ob začetku vojne je to območje ležalo v avstrijskem zaledju, po italijanskem zavzetju Gorice avgusta 1916 pa je nenadoma postalo vojaški tabor italijanskih zalednih enot s kapaciteto milijona vojakov. 
S šesto soško bitko (5-17. avgust 1916) je italijanska vojska z zavzetjem goriškega mostišča zavzela mesto Gorica. S propadom obrambnih položajev pred Gorico so avstro-ogrske linije na kraški fronti južno od mesta postale nevzdržne. Avstrijsko vrhovno poveljstvo je ukazalo opustiti kraško planoto Doberdob in vrhove vzpetine Debela griža (Monte San Michele) in se umakniti onkraj Dola. Gre za suho dolino med planotama Doberdob in Komna. Debelo grižo je 12. avgusta 1916 zavzela italijanska pehotna brigada "Lombardia".  Suhi Dol, ki je prej predstavljal zaklonišča avstroogrskim enotam na Doberdobu, je zdaj predstavljala prvo zatočišče italijanskim vojakom na nekoliko vzhodnejši frontni liniji. V raznih mrtvih kotih in na travniških jasah so zrasla barakarska naselja, skladišča, počivališča, predvsem pa vojaška pokopališča. 
Majhne vasi z nekaj hišami, ki so obdajale dolino, so postale vozlišča t.i. "vojaških cest".  Vasi Palkišče, Mikoli, Boneti in Devetaki so postale referenčne točke za tisoče kraških vojakov. Prav v Devetakih je nastala ogromna vojaška vas. Tu so bile zgrajene barake za skladišča, štab in zaklonišča za italijanske vojake. V dolinici med vasjo in prelazom Devetaki so zgradili tri italijanska vojna pokopališča. Na treh pokopališčih so bili zbrani padli v ofenzivah, ki so potekale na komenskem krasu jeseni in pozimi leta 1916. Sprva so bila imenovana po vojaških oddelkih (brigada Pinerolo, brigada Regina in 45. divizija) kasneje pa po znanih častnikih in sicer polkovniku Cesareju Cisterniji, majorju Umbertu Marescalchiju in poročniku Riccardu Cicognaniju. Ta pokopališča so bila med letoma 1935 in 1938 prekopana, ko je bilo zgrajeno Italijansko vojaško pokopališče v Sredipolju, kamor so prenesli posmrtne ostanke 2000 mrtvih s pokopališča Cisterni, 1000 iz Cicognani in 47 iz Marescalchija. Danes na ta tri pokopališča spominjajo le porušeni ogradni zidovi. 

### Mejni prehod
Po naselju Devetaki se imenuje meddržavni mejni prehod med Italijo in Slovenijo na italijanski strani, na slovenski strani pa se imenuje mejni prehod Lokvica. Mejni prehod Devetaki–Lokvica (Devetachi–Loquizza) je nastal leta 1947 po spremembi vzhodne meje Italije, ki je bila oblikovana s Pariško pogodbo. Med obema vojnama je kraj predstavljal mejo med občinama Doberdob in Opatje selo ter med tržaško in goriško pokrajino. Mejni prehod je do leta 1991 ločeval Italijo od Jugoslavije, ki ji je tega leta sledila Slovenija. Po vstopu obeh držav v Schengensko območje meje skorajda ni več opaziti.